# Via nova Hadriana
La via nova Hadriana est une voie romaine de près de 800 km de longueur, partant d'Antinoupolis sur les bords du Nil, longeant la mer Rouge, pour aboutir sur la côte à Bérénice, port le plus méridional d'Égypte. 
Construite par l'empereur Hadrien au début du IIe siècle, elle est la route la plus longue et la plus tardivement construite à travers le désert oriental d'Égypte.

## Historique
À l’époque ptolémaïque, deux routes principales reliaient d’une part Apollônopolis Megalè (Edfou) à Bérénice et, d’autre part, Coptos (Qift) à Myos Hormos (Qusayral-Qadim). Sous le Haut-Empire, les deux routes venant des ports de la mer Rouge convergeaient vers Coptos où se trouvaient à la fois une unité militaire, les offices du préfet du désert de Bérénice et les bureaux de la douane.
La traversée du désert n’était pas aisée : celle-ci se heurtait à la rudesse du climat, à la difficulté de s’orienter dans le dédale des vallées et aux risques d’attaque de la part des populations locales. Avec la forte augmentation du trafic commercial vers l’Arabie et l’Inde à partir du règne d'Auguste, l’administration romaine fut contrainte d’équiper complètement les routes caravanières reliant Coptos aux ports de la mer Rouge.
À partir de la fin du règne de Vespasien, une nouvelle phase d'exploitation du désert est marquée au début du IIe siècle par la création d'un dense réseau de forts le long des routes, l'exploitation à grande échelle des carrières de granit et de porphyre, la fondation d'Antinoupolis par Hadrien sur les bords du Nil, suivie par l'ouverture de la via nova Hadriana.
Celle-ci fut achevée en l'an 137. Bordée de forts, de points d'eau, la via nova Hadriana ne semble pas avoir été fréquentée par les marchands bien que l’inscription grecque de sa dédicace célèbre une voie qui passe « par des lieux sûrs et tranquilles et qui est équipée de nombreux puits, stations et forteresses ». Son rôle, essentiellement militaire, vise à faciliter les déplacements de troupes contribuant à sécuriser toute la région.
La circulation y était contrôlée, à la fois d’un point de vue fiscal et d’un point de vue policier, par un système de « laissez-passer », au moins dans certaines zones.

## Parcours
La via nova Hadriana quitte la vallée du Nil et traverse le désert oriental d'Égypte jusqu'à la bande littorale de la mer Rouge, empruntant les itinéraires naturels d'un milieu géographique contrasté. 
La zone qui sépare le fleuve de la côte est occupée par un désert de pierre composé de montagnes pelées, de vastes horizons sablonneux ponctués de buttes gréseuses et de vallées sèches contrastant fortement avec la vallée du Nil que les Grecs et le Romains appelaient Oros Bérénikès. La via nova Hadriana constitue ainsi une exception dans la région par rapport aux autres itinéraires et pistes qui sillonnent le désert puisque sa surface a été épierrée et jalonnée de cairns.
À l’est de la chaîne montagneuse, la mer Rouge est bordée par une plaine côtière s’étendant sur des formations coralliennes. Cette étroite plaine est aride et stérile, offrant quelques abris pour la navigation, se présente comme un espace plan mis à profit par les Romains pour y aménager leur route. Celle-ci oblique directement vers le sud, parallèlement à la mer Rouge, sans s'approcher à moins de quelques kilomètres du littoral, jusqu'au port de Bérénice.